# Space Jam
Space Jam és una pel·lícula estatunidenca d'animació dirigida per Joe Pytka. Ha estat doblada i subtitulada al català.
Després de l'èxit l'any 1988 de Qui vol la pell de Roger Rabbit ? de Walt Disney Pictures barrejant actors i animació, Warner Bros Animació va dedicar vuit anys a trobar un projecte similar pel seu estudi. El film barreja imatges d'animació de les estrelles de la Warner, com els personatges dels Looney Tunes i verdaders humans com Michael Jordan. El film inclou nombroses estrelles del bàsquet vinguts per fer un simple cameo així com l'actor Bill Murray.

## Argument
Vivint plàcidament en el seu món, els Looney Tunes són atacats per extraterrestres que els volen convertir en els seus esclaus per la seva diversió. Acorralats, els Looney decideixen apostar la seva llibertat en un partit de bàsquet: si guanyen, els extraterrestres han de marxar i deixar-los en pau; si no els Toons acceptaran de ser els seus criatsas. Detall imprevist: els marcians utilitzen els seus poders per robar el talent i la força dels millors jugadors del planeta, esdevenint així monstres gegants implacables. Pres de pànic, Bugs Bunny i Daffy Duck fan venir al seu món el campió Michael Jordan per entrenar els toons i ajudar-los a guanyar el partit.

## Repartiment dels papers

### Actors
- Michael Jordan: ell mateix
- Wayne Knight: Stan Podolak
- Bill Murray: ell mateix
- Theresa Randle: Juanita Jordan
- Charles Barkley: ell mateix
- Muggsy Bogues: ell mateix
- Shawn Bradley: ell mateix
- Patrick Ewing: ell mateix
- Larry Johnson: ell mateix
- Larry Bird: ell mateix
- Manner Washington: Jeffrey Jordan
- Eric Gordon: Marcus Jordan
- Penny Pae Bridges: Jasmine Jordan
- Brandon Hammond: Michael Jordan 10 Anys
- Thom Barry: James Jordan
- Dan Castellaneta: Fan Home
- Patricia Heaton: Fan dona
- James O'Donnell: Arbitre NBA
- Luc Torres: Jugador # 1
- Steven Shenbaum: Jugador # 2
- Bean Miller: Jugador # 3
- Danny Ainge: ell mateix
- Cedric Ceballos: ell mateix
- Vlade Divac: ell mateix
- A.C. Green: ell mateix
- Derek Harper: ell mateix
- Del Harris: ell mateix
- Jeff Malone: ell mateix
- Alonzo Mourning: ell mateix
- Charles Oakley: ell mateix

### Repartiment veus
- Billy West: Bugs Bunny / Elmer Fudd
- Dee Bradley Baker: Ànec Daffy / Taz
- Danny DeVito: Mr. Swackhammer
- Bob Bergen: Porky Pig / Titi / Bertie / Hubie / Marvin el Marcià
- Bill Farmer: El gat Silvestre / Sam el pirata / Foghorn Leghorn
- June Foray: Hazel la bruixa / Mémé
- Maurice LaMarche: Pépé
- Kath Soucie: Lola Bunny
- Jocelyn Blue: Extra-terrestre taronja (Nerdluck Pound)
- Charity James: Extra-terrestre blau (Nerdluck Blanko)
- June Melby: Extra-terrestre verd (Nerdluck Bang)
- Catherine Reitman: Extra-terrestre violeta (Nerdluck Bupkus)
- Colleen Wainwright: Extra-terrestre vermell (Nerdluck Nawt) / Sneefles
- Dorian Harewood: Monstar violet (Monstar Bupkus)
- Joey Camen: Monstar verd (Monstar Bang)
- Darnell Suttles: Monstar taronja (Monstar Pound)
- TK Carter: Monstar vermell (Monstar Nawt)
- Steve Kehela: Monstar blau (Monstar Blanko) / Anunciador

## Al voltant de la pel·lícula
- Els actors han trigat prop de quatre anys a rodar aquest film.
- Els crèdits del film són interpretats per R. Kelly, amb el títol I Believe I Can Fly, i per Seal, amb Fly like any Eagle.
- Coolio, B-Real, Busta Rhymes, LL Cool J, Method Man, Chris Rock, Barry White i Salt-N-Pepa, entra altres, també han participat en la banda original. Conté també I turn to you interpretada per All-4-One.
- Es pot observar una referència al film Pulp Fiction quan Elmer Fudd i Sam el pirata, vestits de negre i amb ulleres negres, tirotegen un adversari, en una escena acompanyada per la banda original del film de Tarantino.
- En l'aparició de Bill Murray, M. Swackhammer s'equivoca de nom evocant Dan Aykroyd per l'aparició dels dos actors a SOS Fantasmes l'any 1984. D' altra banda, Bill Murray explica que ha pogut arribar al món dels toons gràcies a la seva amistat amb el productor Ivan Reitman, director mític de SOS Fantasmes.
- Premis 1997: 
  - Premis Annie: Assoliment tècnic: 4 nominacions, inclòs millor llargmetratge animat
  - 1996: premis Satellite: Millor llargmetratge animació el 1996.
- Crítica: "Divertida"[4]